# Puycasquier
Puycasquier ist eine französische Gemeinde mit 428 Einwohnern (Stand 1. Januar 2022) im Département Gers in der Region Okzitanien. Sie gehört zum Arrondissement Auch und zum Kanton Gascogne-Auscitaine. 
Sie ist umgeben von den Nachbargemeinden Miramont-Latour und Pis im Nordwesten, Taybosc im Norden, Maravat im Nordosten, Mansempuy im Osten, Saint-Antonin im Südosten, Augnax im Süden, Crastes im Südwesten und Tourrenquets im Westen. 

## Bevölkerungsentwicklung
| Jahr                       | 1962 | 1968 | 1975 | 1982 | 1990 | 1999 | 2008 | 2016 |
| -------------------------- | ---- | ---- | ---- | ---- | ---- | ---- | ---- | ---- |
| Einwohner                  | 506  | 507  | 468  | 431  | 436  | 424  | 433  | 457  |
| Quellen: Cassini und INSEE |      |      |      |      |      |      |      |      |

## Sehenswürdigkeiten
- Kirche Saint-Abdon und Saint-Senne, Monument historique